# SN 1959A
SN 1959A – supernowa odkryta 6 stycznia 1959 roku w galaktyce NGC 1350. W momencie odkrycia miała maksymalną jasność 16,00m.